# Claudio Linati
Claudio Linati (1 de febrero de 1790 - 11 de diciembre de 1832) fue un pintor y litógrafo italiano, pupilo de Jacques-Louis David en París , estableció la primera prensa litográfica en México. Fue cofundador y editor de El Iris, periódico que publicó las primeras historietas políticas en México, y se vio obligado a dejar el país a causa de su activismo político. Linati también estuvo implicado en causas revolucionarias en Italia y España. Es conocido por su libro coloreado a mano en el que ilustra trajes de diferentes  personas en México.

## Juventud
Marcos Claudio Marcelo Antonio Pompeyo Blas Juan Linati y Cocorani nació en el seno de una familia noble en Carbonera de Parma, en el Ducado de Parma, el 1 de febrero de 1790, justo después del inicio de la Revolución francesa. Su padre, cuenta Filippo Linati, era activo en la política de su tiempo. Claudio Linati fue educado por el jurista Giuseppe Caderini. A los diecisiete años se unió a la Sociedad de Grabadores de Parma. Estudió litografía, una técnica recientemente inventadade impresión de imágenes. En 1809  se mudó a París, donde estudió pintura en el estudio de Jacques-Louis David. Asimismo estudió en el estudio del también italiano Gioacchino Giuseppe Serangeli.
El conde Linate se convirtió en oficial del ejército napoléonico. En 1810 fue encarcelado en Hungría. Y después de su liberación se fue a España. En 1818 regresó a Parma, donde fundó la Sociedad Secreta del Gran Elegido, Perfecto y Sublime Masón, con el objetivo de resistir la tiranía. En 1821 Linati estuvo en Barcelona a la cabeza de los migueletes y obtuvo importantes propiedades en Cataluña. En 1823 fue hecho prisionero en Seo de Urgel y fue enviado a Mont-Louis en Francia. En octubre de 1823 estuvo en Aviñón, y poco después en Bruselas. El 9 de abril de 1824 Linati fue juzgado in absentia y sentenciado a muerte por la Suprema Corte de Parma por conspiración contra el gobierno.

## México

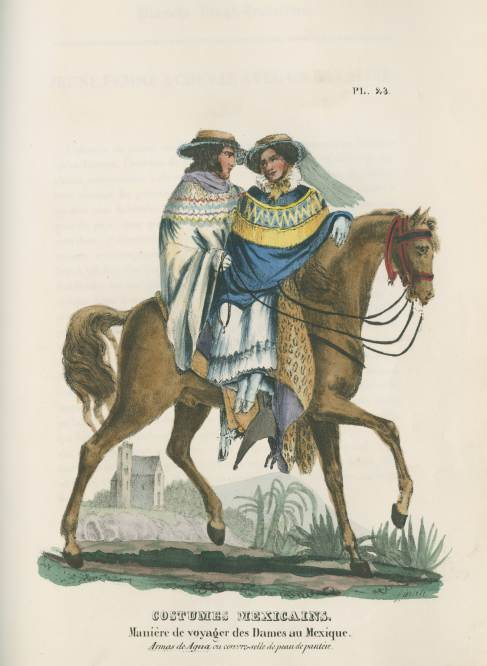
Maniere de voyager des Dames au Mexique (Cómo Viajan las Mujeres en México; 1828)

Linati fue comisionado para explorar la costa de México y encontrar un punto anclaje para los barcos y máquinas de compañías mineras. Llegó a Alvarado, Veracruz el 6 de marzo de 1825.
Este fue el año en qué la última fortaleza española se rindió en San Juan de Ulúa. El 22 de septiembre de 1825 Linati se mudó a Veracruz, Veracruz para estudiar litografía. En 1826 se mudó a la Ciudad de México, donde el gobierno le asistió para la apertura de un taller de litografía. Linati y Gaspar Franchini instalaron la primera máquina litográfica que llegó a México en febrero de 1826. Franchini murió mientras la máquina estaba siendo instalada.
Linati también instaló una escuela, con alumnos que incluían a José Gracida e Ignacio Serrano. El taller incluía dos prensas y una colección de impresiones hechas por artistas franceses para utilizar como ejemplos por los alumnos. No mucho después de llegar a México Linati hizo una litografía de un mapa de Texas de Fiorenzo Galli. Una copia de este mapa, al parecer la única que se conserva, se encuentra en el Centro para Historia Americana en la Universidad de Texas en Austin.
Linati había llegado a México para observar un país recién independizado y para "civilizar" y politizar a su sociedad. Fue uno de los editores de la publicación semanal El Iris (febrero–agosto 1826). Sus socios en esta empresa eran Fiorenzo Galli y el poeta cubano José María Heredia. El periódico literario incluía litografías que mostraban antigüedades y modas, y contenido editorial que causaba bastante controversia. También incluía contenido cultural diverso, y retratos de Guadalupe Victoria, José María Morelos y Miguel Hidalgo y Costilla, héroes de la Independencia.
Linati estaba seguro de que habría intentos por parte de España para reconquistar México.
Él y Galli se involucraron en las disputas entre Yorkinos y Escoceses, grupos rivales de francmasones. Linati tomó la postura de los Yorkinos de que el pueblo era soberano, y solo el federalismo podía proteger a los individuos y a la nación contra los abusos del ejército y el clero. Se oponía a la fuerte autoridad central y estaba a favor de una mejor educación en ciudadanía y la disciplina del servicio militar.
El periódico publicó la primera historieta política mexicana, La Tiranía, la cual fue atribuida a Linati. El Iris demandaba libertad de prensa en todo México. Solo se imprimieron cuarenta números. Los comentarios políticos causaron el cierre del periódico y obligaron a Linati a dejar el país en 1826. Linati abandonó su prensa litográfica cuando dejó México. Fue usada por Jean-Frédéric Waldeck para imprimir la Colección de las Antigüedades Mexicanas y para inicios de 1830 fue adquirida por la Academia de San Carlos. Aunque poco tiempo activo, El Iris estableció un modelo para los diarios que imprimían litografía satírica de temas políticos y sociales.

## Últimos años

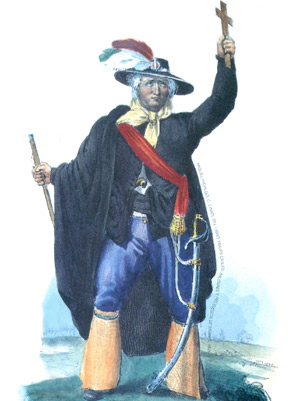
Miguel Hidalgo y Costilla (1828)

A Linati le fue dado un pasaporte para regresar a Europa el 27 de septiembre de 1826. En diciembre de 1826 se embarcó en el Conveyance en Veracruz, hacia Nueva York, donde se quedó hasta el 15 de enero de 1827. Entonces se embarcó en el Dawn hacia Amberes, en donde desembarcó el 15 de marzo de 1827. Siguió hacia Bruselas y empezó a trabajar en un libro ilustrado sobre México. Su libro Trajes civiles, militares y religiosos de México, con texto e ilustraciones, se publicó en Bélgica en 1828 y en Londres en 1830.
El 20 de agosto de 1829 le fue enviado un pasaporte a Linati para regresar a México vía El Havre y los Estados Unidos, pero no lo utilizó inmediatamente. Fue emitido por el señor Gorostiza, agente confidencial de la República de México en Bruselas. En 1830 Linati era uno de los miembros de la Giunta Liberatrice Italiana con base en París. Estuvo implicado en intentos fallidos de la unificación italiana en 1830–1831. Linati decidió regresar a México. Llegó a Tampico, Tamaulipas, México, y tres días más tarde murió de fiebre amarilla el 11 de diciembre de 1832.
Claudio Linati es recordado por sus ideales revolucionarios liberales y su legado artístico e histórico. Anthony Panizzi, quién le conocía bien, le llamó un hombre de espíritu turbulento y una constitución fuerte, lleno de energía pero sin un propósito, letrado, un pintor, poeta y dramaturgo. Siempre estuvo interesado en las maneras y costumbres de los países que visitaba. Odiaba a Inglaterra y a los ingleses, llamaba a los franceses ganado servil por su sumisión a la tiranía, y dijo que España estaba en una condición de anarquía sacerdotal. Hay una placa en 45 Borgo Felino St, Parma, Italia, que lee:

"Filippo y Claudio Linati poseyeron y vivieron en esta casa. El primero se procesó como Jefe del Gobierno Insurreccional Provisional en 1831, y el segundo fue condenado a muerte por haber conspirado en 1821 para redimir a Italia de la servidumbre doméstica y extranjera".

## Trajes civiles, militares y religiosos de México

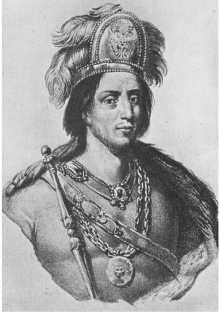
Moctezuma II del 1828 libro en Trajes de México

Linati es conocido por Trajes civiles, militares y religiosos de México de 1828. Es el primer inventario de tipos de personas mexicanas hecho por un extranjero. Es también uno de los primeros libros a color sobre México que se imprimieron, con cuarenta y ocho litografías pintadas a mano. El libro describe la gran diversidad de la sociedad mexicana de la época, creando el modelo que sería imitado después por ilustradores como Carl Nebel. El libro se tradujo al español y se publicó en México en 1956, con un prefacio de Manuel Toussaint.
La primera lámina del libro describe a Moctezuma II, un símbolo del México que existía antes de que los europeos llegaran. Linati representa Moctezuma como un gobernante fuerte y digno sosteniendo su cetro como símbolo de poder. Linati contradice la idea de que los aztecas eran bárbaros, afirmando que los humanos progresan y la civilización es universal. Compara la crueldad de los sacerdotes aztecas a la crueldad de la Inquisición católica, ambos ejemplos de los males de la superstición. Linati alaba la diversidad étnica de México, pero escribe que los indios tienen que abandonar sus lenguas y algunas de sus costumbres. Deben aprender en escuelas de la élite Criolla y servir en el ejército para convertirse en ciudadanos plenos.
El libro muestra la riqueza y dignidad de los terratenientes. Linati alaba el rol de los criollos en la revolución, pero también se enfoca mucho en voluntarios italianos como el conde Giuseppe Stavoli y el general Vicente Filisola, que habían participado en la lucha por la libertad, y son mostrados en varias ilustraciones. Muestra varios tipos de soldado y alaba los luchadores del movimiento insurgente que recientemente le había ganado a México su independencia. También describe los héroes liberales José María Morelos y Guadalupe Victoria. El libro incluye un retrato del general Vicente Filísola. En 1836 este general sería segundo al mando del general Antonio López de Santa Anna en su expedición a Texas.
El libro representa mujeres y hombres mexicanos de todas las edades. La breve leyenda que acompaña cada cuadro describe el traje y comenta aspectos del personaje retratado, a menudo críticamente. Linati retrata a una mujer joven en vestido rosa con un rebozo de Puebla sobre su cabeza y hombros, hace notar la sorpresa que sentiría un europeo al ver a un hombre que lleva cincuenta libras de agua. Un cuadro muestra a un jefe apache sentado en una posición relajada sobre un caballo que trota, mostrando su gran habilidad como jinete. Hay ilustraciones de soldados y obreros afro-mexicanos vestidos de forma estilizada y en poses pintorescas. Se ha dicho que las representaciones de Linati de afro-mexicanos no obedecían tanto a los estereotipos como otras de la época, pero que tenían una visión romántica.
Los cuadros proporcionan un registro valioso de la vida en México en la década 1820-1830. Aun así, no siempre son fiables. Los colores, añadidos más tarde, pueden variar de una copia del libro a otra. Por ello el cuadro del jefe apache en una versión muestra ornamento en la cabeza de color verde pálido y un collar de color azul pálido, mientras que en otra versión los colores son un verde intenso y un azul intenso. El escudo no aparece decorado con plumas, lo cual sería normalmente el caso, en ninguna de las versiones. En una versión la coloración del escudo hace que parezca estar tejido como una canasta y no hecho de piel de animal.

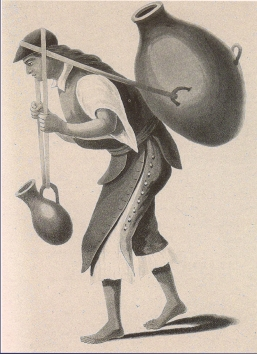
Transportista de agua
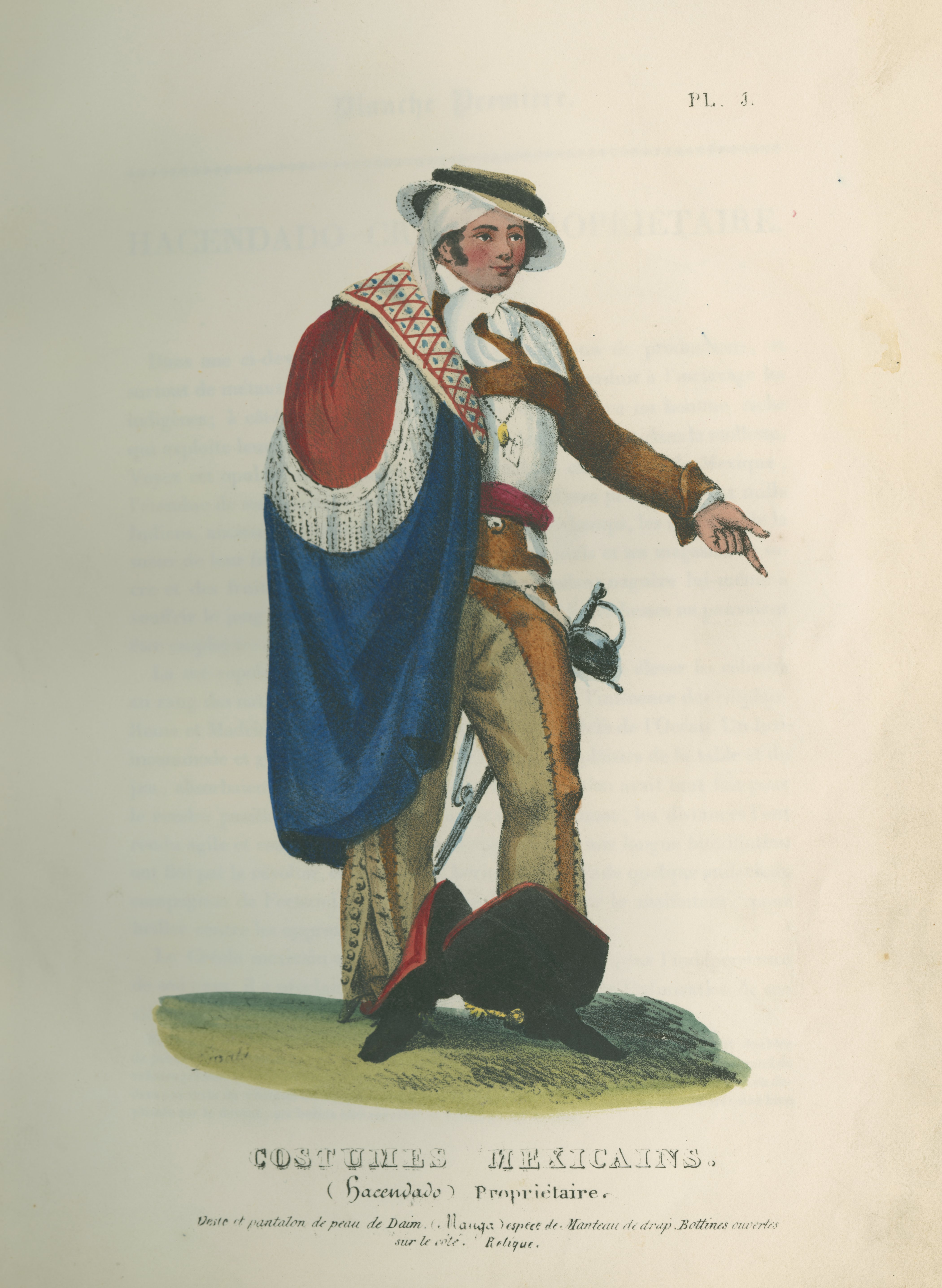
Terrateniente
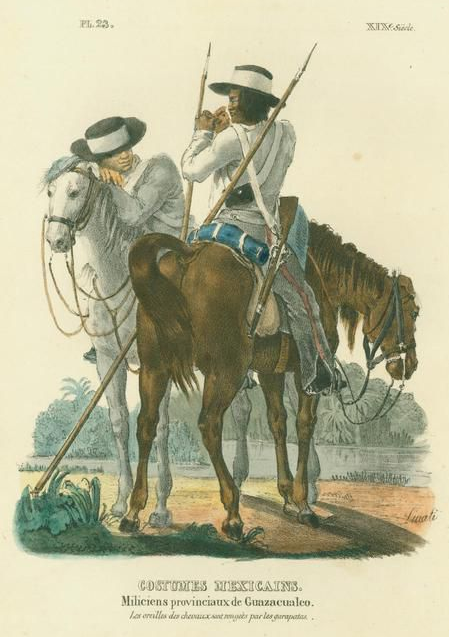
Milicia de Guazacualco
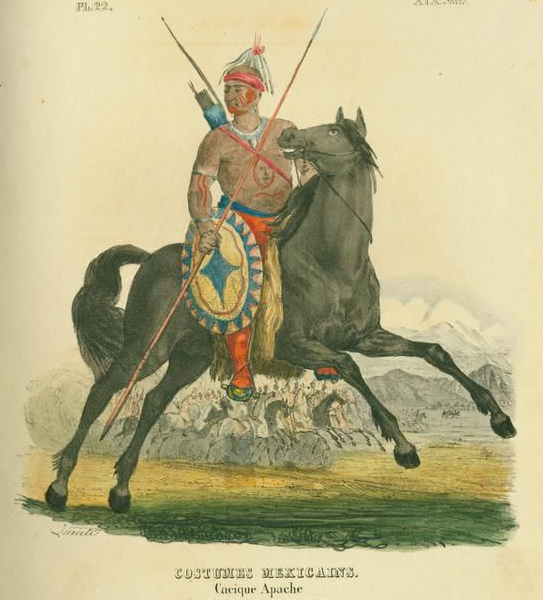
Jefe apache

## Otras publicaciones
Otras publicaciones que contienen el trabajo de Linati:
- Acuarelas y litografías, 1993;
- Poesie politiche, 1811 – 1824 di Claudio Linati e Gabriele Rossetti ; [un cura di Alessandro Galante Garrone];
- Nozioni elementari di arte e storia militare : ad uso degli ufficiali di fanteria del conte C. Linati;
- Claudio Linati : 1790–1832 : Epistolario, le poesie politiche di C. L. e scritti di vari autori su C. L.